# Roverchiara
Roverchiara är en ort och kommun i provinsen Verona i regionen Veneto i Italien. Kommunen hade 2 672 invånare (2018).